# Mann, oh Mann, oh Mann!
Mann, oh Mann, oh Mann! ist ein deutscher Fernsehfilm von Peter Weck aus dem Jahr 2002. Er wurde am 20. Dezember 2002 erstmals im Ersten gesendet.

## Handlung
Tierarzt Dr. Josef Heiss, Barbesitzer Andreas und Scheidungsanwalt Roman sind die besten Freunde. Gemeinsam besitzen sie eine Berghütte im Wald, wo sie mit ihren Geliebten Unterschlupf finden. Andreas und Roman sind Single und auch Josef wird nun einer: Seine Frau Barbara verlässt ihn, weil er sie ständig betrogen hat und außerdem nicht nur esoterisch veranlagt ist, sondern auch einen Delfin-Tick hat. Erst kürzlich hat er eine Massenadoption von gefangenen Delfinen vorgenommen. Allein das führt dazu, dass er beim Scheidungstermin leer ausgeht. Barbara stehen unter anderem die Wohnung und das gemeinsame Auto zu. Josef zieht samt Delfinskulpturen und Räucherstäbchen bei Roman ein, der auch sein Scheidungsanwalt war. Innerhalb kürzester Zeit bringt Josef Roman an den Rand eines Nervenzusammenbruchs. Roman darf nicht mehr rauchen, Frauenbesuche sind verboten und die große Wohnung ist bald von Delfinskulpturen bevölkert. Da Josef auch seine Tierarztpraxis aufgegeben hat, muss sich Roman die Wohnung nun zudem mit einem Frettchen und einer Horde Wüstenrennmäuse teilen. Nach einigen Monaten hat er den Zustand akzeptiert, zumal sich Josef wie eine Mutter um ihn kümmert.
Andreas beginnt eine Affäre mit Barbara, die bald darauf schwanger ist. Josef ist entsetzt und bricht mit Roman den Kontakt zu Andreas ab. Das Baby kommt zur Welt und erhält den Namen Elisabeth. Josef hatte sich mit Barbara schon lange ein Kind gewünscht und sogar eine Adoption in Erwägung gezogen. Nun will er zusammen mit Roman eine kleine Familie gründen und erneuert seinen Adoptionsantrag. Die zuständige Beamtin Frau Zander glaubt, dass Josef homosexuell ist.
Als Barbara zur Kur muss, weil sie sich beim ständigen Tragen des Mädchens eine Muskelentzündung zugezogen hat, bittet Andreas Josef und Roman um Hilfe. Barbara hat angekündigt, ihn zu verlassen, doch will Andreas sein Kind nicht verlieren. Roman soll bei Barbara um ihn bitten. Er erfährt von ihr, dass Andreas nicht mehr mit ihr geschlafen hat, seit sie schwanger geworden ist, und sie deshalb frustriert die Trennung will. Als Roman zurück zu Josef und Andreas kommt, trägt er seine Unterhose verkehrt herum. Wenig später sieht Andreas, wie Barbara und Roman sich küssen. Gemeinsam mit Josef sperrt er nun Roman aus dessen Wohnung aus. Zunächst versuchen Josef und Andreas auch, Elisabeth bei sich zu behalten, doch droht Barbara mit einer Klage und so geben sie das Mädchen heraus, als Barbara von der Kur zurückkommt. Als Elisabeth abends jedoch nicht still wird, ruft Barbara die beiden Männer zu Hilfe. Mit ihrem Flötenspiel bringen beide das Kind zum Einschlafen.
Am nächsten Tag steht Frau Zander vor der Tür und will sich ansehen, wie das „Pärchen“ Josef und Andreas so lebt. Sie ist zufrieden mit der Wohnung und beide Männer erhalten einen kleinen Jungen zur Probepflege. Eines Tages bittet Barbara Josef zu einem Gespräch. Sie versteht ihren Ex-Mann nun besser, hat ihre eigene esoterische Ader entdeckt und auch einen Delfin adoptiert. Gemeinsam fahren sie auf die Berghütte, die Josef eigentlich anzünden will, doch Barbara schlägt vor, lieber das Matratzenlager der Hütte zu nutzen. Am Ende sitzen alle drei Freunde mit Barbara und den Kindern an einem Tisch und bereiten das Abendbrot vor.

## Kritik
Für den Filmdienst war Mann, oh Mann, oh Mann! eine „bis zur Unübersichtlichkeit turbulente Komödie, die traditionelles Rollenverständnis in Frage stellen will, aber weitgehend Rollenklischees bedient.“